# Breviraja spinosa
Breviraja spinosa (лат.) — вид хрящевых рыб семейства ромбовых скатов отряда скатообразных. Обитают в центрально-западной части Атлантического океана. Встречаются на глубине до 675 м. Их крупные, уплощённые грудные плавники образуют диск в виде ромба со округлым рылом. Максимальная зарегистрированная длина 33 см. Откладывают яйца. Не являются объектом целевого промысла.

## Таксономия
Впервые вид был научно описан в 1950 году. Голотип представляет собой неполовозрелую самку длиной 29,1 см, пойманную у берегов Флориды (30°58′ с. ш. 79°34′ з. д.) на глубине 457—530 м. Видовой эпитет происходит от слова лат. spinosus — «тернистый».

## Ареал
Эти батидемерсальные скаты обитают у берегов США (Флорида, Джорджия, Северная и Южная Каролина). Встречаются на глубине от 323 до 675 м.

## Описание
Широкие и плоские грудные плавники этих скатов образуют ромбический диск с округлым рылом и закруглёнными краями. На вентральной стороне диска расположены 5 жаберных щелей, ноздри и рот. На длинном хвосте имеются латеральные складки. У этих скатов 2 редуцированных спинных плавника и редуцированный хвостовой плавник. Окраска диска жёлто-коричневого цвета, на вентральной поверхности в центральной части имеются сажисто-серые отметины. На второй половине диска вдоль позвоночника пролегают 3 ряда небольших шипов. Максимальная зарегистрированная длина 33 см.

## Биология
Подобно прочим ромбовым эти скаты откладывают яйца, заключённые в жёсткую роговую капсулу с выступами на концах. Эмбрионы питаются исключительно желтком.

## Взаимодействие с человеком
Эти скаты не являются объектом целевого промысла. Возможно, попадаются в качестве прилова при донном тралении.